# Scopuridae
Famille
Genres de rang inférieur
- Scopura Uéno, 1935

Les Scopuridae sont une famille d'insectes plécoptères coréens, du sous-ordre des Arctoperlaria. On connaît huit espèces dans le genre unique Scopura Uéno, 1935. Leur position taxonomique exacte au sein des Arctoperlaria est incertaine.

## Liste des genres et espèces
Selon  Species File (24 avril 2019) :
- genre Scopura Uéno, 1929
  - Scopura bihamulata Uchida & Maruyama, 1987
  - Scopura gaya Jin & Bae, 2005
  - Scopura jiri Jin & Bae, 2005
  - Scopura laminata Uchida & Maruyama, 1987
  - Scopura longa Uéno, 1929
  - Scopura montana Uchida & Maruyama, 1987
  - Scopura quattuorhamulata Uchida & Maruyama, 1987
  - Scopura scorea Jin & Bae, 2005